# Caladium smaragdinum
Caladium smaragdinum är en kallaväxtart som beskrevs av Karl Heinrich Koch och Carl David Bouché. Caladium smaragdinum ingår i släktet Caladium och familjen kallaväxter. Inga underarter finns listade.